# Leptogenys ambigua
Leptogenys ambigua é uma espécie de formiga do gênero Leptogenys, pertencente à subfamília Ponerinae.